# Isak Hedtjärn
Isak Leon Ariel Hedtjärn (* 2. November 1991) ist ein schwedischer Jazz- und Improvisationsmusiker (Saxophone, Klarinetten).

## Wirken
Hedtjärn besuchte das Konservatorium und nutzte dessen Freiräume, ohne sein Studium abzuschließen. Seit 2010 spielte er mit dem Holzbläser Jonas Liljeberg, der familiär mit der traditionellen schwedischen Fidelmusik groß geworden ist, Melodien der schwedischen Volksmusik mit einem Jazzansatz. Aus diesem Duo hat sich mit dem Bassisten Vilhelm Bromander und dem Schlagzeuger Anton Jonsson das Svenska Folkjazzkvartetten entwickelt, das 2022 sein Album Folkjazz Anfaller veröffentlichte.
Hedtjärn, der in Stockholm lebt, gilt als feste Größe in der improvisierten Musikszene von Stockholm, der nicht nur in den schwedischen Folk vordringt, sondern auch in den Punk. Mit seinem Trio legte er das Album Grismask vor; weiterhin war er auf Tournee mit Bands wie den Viagra Boys und dem Fire! Orchester um Mats Gustafsson, mit dem er auch aufnahm (Arrival).
Hedtjärn gründete mit Elsa Bergman, Erik Carlsson und Lisa Ullén das Quartett Festen, das seit 2016 zwei Alben veröffentlichte, zunächst ein gleichnamiges Album bei Clean Feed Records. 2024 legte er das Soloalbum Kvarpan vor.
Weiterhin ist er auf Alben von IH3, Dennis Egberth (Dennis Egberths första) und Volumes zu hören, ebenso auf Echoes (2023) von Mats Gustafsson & Fire! Orchestra.
. Mit Maurice Loucas Elephantine trat er 2021 beim Jazzfest Berlin auf.